# Autoridades hídricas da Suécia
As autoridades hídricas têm a responsabilidade geral de garantir que a diretiva-quadro da UE para a água (a diretiva da água ) seja implementada na Suécia. O Riksdag decidiu em março de 2004 que a Suécia deveria ser dividida em cinco distritos de água com uma autoridade de água em cada distrito. Um conselho municipal em cada distrito de água foi nomeado como uma autoridade de água com responsabilidade pela gestão da qualidade do ambiente aquático dentro do distrito.
As cinco autoridades de água são as administrações distritais em:
- Condado de Norrbotten - O distrito de águas do Golfo de Bótnia
- Condado de Västernorrland - distrito de água do mar de Bótnia
- Condado de Västmanland - Distrito das Águas do Mar Báltico do Norte
- Condado de Kalmar - distrito de águas do Báltico Sul
- Condado de Västra Götaland - Distrito das Águas do Mar Ocidental

Os distritos não são divididos de acordo com os limites administrativos, mas de acordo com as áreas naturais de captação dos cursos de água. Um município ou um condado pode, portanto, pertencer a vários distritos de água. Três dos distritos – o Golfo de Bótnia, o Mar de Bótnia e o Mar do Norte – são considerados internacionais, pois compartilham áreas de captação de água com a Noruega e/ou a Finlândia . Como a fronteira nacional com a Noruega nem sempre acompanha o divisor de águas entre o Atlântico e o Mar Báltico, é necessária uma coordenação entre os países. Muitos rios suecos têm suas nascentes na Noruega, enquanto algumas hidrovias norueguesas começam no lado sueco. Um caso especial é o Klarälven, que começa na Suécia, deságua na Noruega e retorna à Suécia. O ponto de partida é que os princípios de gestão da água do país a jusante se aplicam. Outro caso especial é a fronteira entre a Suécia e a Finlândia, que segue quase inteiramente o rio Torne com seus afluentes. Aqui, a autoridade da água no Mar de Ambos coopera com as autoridades finlandesas.
A autoridade hídrica coordena o trabalho em seu distrito hídrico e estabelece padrões de qualidade ambiental, planos de manejo e programas de ação . Cada autoridade hídrica tem um diretor de gestão hídrica que lidera e é responsável pelo trabalho. Para auxiliar o diretor de conservação de água, existe um escritório que também trabalha para coordenar o trabalho nos distritos de água e entre eles. Para cada autoridade hídrica, existe uma delegação especial de água que atua como tomador de decisões dentro da área de responsabilidade da autoridade hídrica. Em cada junta distrital de cada distrito existe um secretariado de preparação com a missão de auxiliar a autoridade da água na implementação da directiva da água. O trabalho deve ocorrer em diálogo com os municípios, associações de conservação de água e outras partes interessadas locais.

## Sistema de informação hídrica da Suécia
O Water Information System Sweden (VISS) é um banco de dados pelo qual as Autoridades de Água são responsáveis e que contém informações sobre os principais lagos, cursos de água, águas subterrâneas e águas costeiras da Suécia.
Para estas águas, a informação pode ser encontrada em:
- Classificação de estado. Avaliação de como está a água.
- Normas de qualidade ambiental. Disposições sobre os requisitos para a qualidade da água. Os padrões de qualidade ambiental regem as autoridades e os municípios quando aplicam as leis.
- Monitoramento ambiental. Para saber como está a água, várias amostras são coletadas em locais designados, os chamados pontos/estações de medição.
- Reporte à UE do trabalho de acordo com a Diretiva da Água .
- Ações - implementadas, planejadas e possíveis por água.